# The Borgias
Pour les articles homonymes, voir Borgia (homonymie).
Cet article traite de la série diffusée sur Showtime. Pour la série franco-allemande de Canal+, voir Borgia (série télévisée)
The Borgias ou Les Borgia au Québec est une série télévisée canadienne, hongroise et irlandaise en 29 épisodes de 52 minutes créée par Neil Jordan et diffusée entre le 3 avril 2011 et le 16 juin 2013 sur Bravo! au Canada et sur Showtime aux États-Unis.
Au Québec, la série est diffusée depuis le 24 août 2011 sur AddikTV et en France, depuis janvier 2012 sur Canal+ et à partir du 9 juillet 2013 sur D8.

## Synopsis
L'intrigue se déroule principalement dans les États pontificaux entre la fin du XVe et le début du XVIe siècle, dans les premiers temps de la Renaissance, et raconte l'histoire de la famille Borgia, une dynastie italienne d'origine espagnole, centrée sur Rodrigo Borgia, qui devint le pape Alexandre VI en 1492.
L'histoire se concentre sur les intrigues, complots et guerres menées par ou contre les Borgia, cherchant à survivre dans une Italie où leur famille est haïe en raison de leur origine espagnole et de leurs « méthodes » contraires aux mœurs. Le premier épisode de la première saison montre l'élection par simonie de Rodrigo Borgia au titre de pape. Son triomphe enrage ses rivaux du Collège des cardinaux et certains décident de comploter contre lui. Avec l'aide de sa famille, Alexandre VI affronte ses ennemis tout en s'alliant à d'autres puissances dans le but de renforcer sa position.
Pendant ce temps, le grand rival d'Alexandre VI, le cardinal della Rovere, voyage d'un bout à l'autre de l'Italie et de la France à la recherche d'alliés pour destituer le pape. Il parvient à convaincre le roi de France Charles VIII de l'aider, mais, en échange, il devra soutenir les revendications du roi sur le trône de Naples, qu'occupe un allié par mariage des Borgia. La saison 1 se termine quand Charles et son armée, accompagnés par Della Rovere, marchent sur Rome et affrontent enfin les Borgia.
La famille Borgia se compose du pape Alexandre VI, alias Rodrigo Borgia, de ses fils, Cesare, Juan, et Gioffre (qui n'aura qu'une importance mineure dans l'intrigue, et dont on n'entend plus parler après la fin de la saison 1), de sa fille Lucrezia, de sa maîtresse et mère de ses enfants, Vannozza Cattanei. Par la suite, on peut également y inclure sa nouvelle maîtresse, Giulia Farnèse qui est également la meilleure amie de Lucrezia.
La spécificité de la série, par rapport à sa concurrente européenne Borgia, est de se concentrer sur les relations parfois ambiguës qu'entretiennent les personnages entre eux. Au fil de l'intrigue, on voit apparaître la rivalité de plus en plus féroce entre Juan et son frère Cesare qui brigue depuis toujours son poste de commandant des armées pontificales, et que son père a fait cardinal, sans vocation. Au début de la série, on remarque aussi l'amour profond et pur qui unit Cesare à sa sœur Lucrezia, mariée à un seigneur italien brutal, Giovanni Sforza, que Cesare tuera dans la saison suivante. Cet amour paraît être le seul sentiment vrai et non simulé de la série. Plus tard, il évoluera pour devenir plus charnel, et aboutira en inceste pendant la saison 3.

## Distribution

### Acteurs principaux
- Jeremy Irons (VF : Féodor Atkine ; VQ : Guy Nadon) : Rodrigo Borgia
- François Arnaud (VF : Fabrice Josso ; VQ : lui-même) : Cesare Borgia
- Holliday Grainger (VF : Joséphine Ropion ; VQ : Catherine Brunet) : Lucrezia Borgia
- David Oakes (VF : Cédric Dumond ; VQ : David Laurin) : Juan Borgia
- Aidan Alexander (es) (VF : Jules Timmerman ; VQ : Nicolas DePassillé-Scott) : Gioffre Borgia
- Joanne Whalley (VF : Martine Irzenski ; VQ : Anne Dorval) : Vanozza Catanei
- Lotte Verbeek (VF : Alexandra Garijo ; VQ : Catherine Proulx-Lemay) : Giulia Farnese
- Colm Feore (VF : Éric Legrand ; VQ : Jacques Lavallée) : Giuliano della Rovere
- Sean Harris (VF : Bernard Bollet ; VQ : Jean-François Beaupré) : Michelotto da Corella
- Simon McBurney (VF : Gilles Laurent ; VQ : François Caffiaux) : Johann Burchard

### Acteurs récurrents
- Jemima West : Vittoria (ou Vittorio)
- Ruta Gedmintas (VF : Ingrid Donnadieu ; VQ : Rosalie Julien) : Ursula Bonadeo
- Elyes Gabel : prince Djem
- Augustus Prew (VF : Brice Ournac ; VQ : Nicolas Bacon) : Alphonse de Naples (ou d'Aragon)
- Montserrat Lombard : Maria
- Vernon Dobtcheff (VQ : Claude Préfontaine) : cardinal Verscucci
- Steven Berkoff (VF : Michel Le Royer ; VQ : Pierre Lebeau (saison 1) et Marc Bellier (saison 2)) : Jérôme Savonarole
- Bosco Hogan (en) (VF : Jean-François Kopf ; VQ : Aubert Pallascio) : cardinal Piccolomini
- Peter Sullivan (en) (VF : Lionel Tua ; VQ : Sylvain Hétu) : Ascanio Sforza
- Luke Pasqualino (VF : Juan Llorca ; VQ : Gabriel Lessard) : Paolo
- Michel Muller (VF : lui-même) : Charles VIII de France
- Emmanuelle Chriqui (VF : Laëtitia Godès) : Sancha d'Aragon
- David Lowe (VF : François Lescurat) : l'ambassadeur français
- Sebastian De Souza (VF : Gauthier Battoue) : Alphonse d'Aragon
- Ronan Vibert (VF : Loïc Houdré ; VQ : Patrick Chouinard) : Giovanni Sforza
- Gina McKee (VF : Danièle Douet ; VQ : Nathalie Coupal) : Catherine Sforza
- Laszlo Konter (VF : Philippe Ariotti ; VQ : Martin Desgagné) : le cardinal Colonna
- Derek Jacobi (VF : Michel Prud'homme ; VQ : Hubert Fielden) : le cardinal Orsini (saison 1)
- Julian Bleach (en) (VF : Frédéric van den Driessche ; VQ : Frédéric Desager) : Nicolas Machiavel
- Cesare Torasi (VF : Fabrice Trojani) : Piero de Medicis
- Ivan Kaye (VF : Bernard Métraux) : Ludovico Sforza
- Jesse Bostick (VF : Julien Alluguette ; VQ : Sébastien Reding) : Antonello
- Helen Bradbury (VF : Julia Boutteville) : Catalina (saison 2)
- David Alpay (VF : Jérémy Bardeau ; VQ : Marc-André Brunet) : Calvino (saison 2)
- Roger Lloyd-Pack (VF : Vincent Grass) : frère Sylvio (saison 2)
- Johan Philip Pilou Asbæk : Paolo Orsini (saison 3)
- Thure Lindhardt : Rufio (saison 3)
- David Dencik : le cardinal Orsini (saison 3)
- Edward Hogg : le cardinal Georges d'Amboise (saison 3)
- Serge Hazanavicius : le roi Louis XII (saison 3)
- Luke Allen-Gale : Fredirigo (saison 3)
- Jamie Blackley (VF : Stanislas Forlani) : Rafael (saison 3)
Version française
  - Société de doublage : Mediadub International[5],[6]
  - Direction artistique : Philippe Blanc[5]
  - Adaptation des dialogues : Laurence Fatteley, Félicie Seurin, Sophie Désir et Joëlle Martrenchard[5]

 Source et légende : version française (VF) sur RS Doublage et Doublage Séries Database
- Version québécoise
  - Société de doublage : S. P. R[7].
  - Direction artistique : Natalie Hamel-Roy[7]
  - Adaptation des dialogues : Pascale Lortie et Michel Gatignol[7]

 Source et légende : version québécoise (VQ) sur Doublage.qc.ca

## Production

### Développement
Le projet a débuté en septembre 2009, dans la continuité de la série canado-irlandaise Les Tudors (The Tudors). La série a été commandée en janvier 2010 avec Jeremy Irons dans le rôle-titre.
Au Canada, la première saison de la série a été présentée le 21 juin 2011 sur le réseau CTV.
Le 25 avril 2011, Showtime a renouvelé la série pour une deuxième saison de dix épisodes.
Le 4 mai 2012, la série a été renouvelée pour une troisième saison de dix épisodes.
Le 5 avril 2013, Showtime a annulé la série.

### Casting
En janvier 2010, Jeremy Irons a été choisi pour interpréter le rôle du pape Alexandre VI, en mars, Colm Feore dans le rôle du cardinal della Rovere, en avril, François Arnaud celui de César, en mai, Derek Jacobi dans le rôle du cardinal Orsini, en juin, Holliday Grainger celui de Lucrèce, David Oakes celui de Giovanni et Joanne Whalley celui de Vanozza Catanei, en juillet, Lotte Verbeek celui de Giulia Farnese.
En septembre 2010, Emmanuelle Chriqui décroche le rôle récurrent de Sancha d'Aragon.

### Tournage
Le tournage de la série se déroule à Tata et Komárom, en Hongrie.

### Fiche technique
- Titre original et français : The Borgias
- Titre québécois : Les Borgia
- Création : Neil Jordan
- Réalisation : Neil Jordan, John Maybury, Jeremy Podeswa, Simon Cellan Jones, Jon Amiel, David Leland et Kari Skogland
- Scénario : Neil Jordan et David Leland
- Direction artistique : Antonio Calvo-Dominguez, Michael Fleischer et Mark Swain
- Décors : Jonathan McKinstry
- Costumes : Gabriella Pescucci
- Photographie : Paul Sarossy
- Montage : Lisa Grootenboer, Wendy Hallam Martin et Tony Lawson
- Musique : Trevor Morris
- Casting : Frank Moiselle, Nuala Moiselle, Susie Figgis, Veronika Varjasi et Zsolt Csutak
- Production :
- Sociétés de production : Take 5 Productions, Mid Atlantic Films, Octagon Films, Amblin Television, Bell Media, Borgias Productions, ImageMovers
- Sociétés de distribution :
  -  Bravo! et CTV
  -  HBO Hongrie
  - ,  British Sky Broadcasting (Sky Atlantic)
  -  Showtime
- Pays d'origine :  Canada,  Hongrie,  Irlande
- Langue originale : anglais
- Format : couleur - 35 mm - 1,78:1 - son Dolby Digital
- Genre : série dramatique, historique
- Durée : 52 minutes

 Sauf indication contraire, les informations mentionnées dans cette section peuvent être confirmées par la base de données cinématographiques IMDb,  présente dans la section « Liens externes ».

## Épisodes

### Première saison (2011)
| N° | #  | Titre                                     | Réalisation             | Scénario    | Diffusion américaine | Diffusion française |
| --- | -- | ----------------------------------------- | ----------------------- | ----------- | -------------------- | ------------------- |
| 01 | 01 | Pilote The Poisoned Chalice               | Neil Jordan             | Neil Jordan | 3 avril 2011         | 3 janvier 2012      |
| À Rome, en 1492, le pape Innocent VIII vient de mourir. L'Espagnol Rodrigo Borgia parvient à se faire élire pape en corrompant des cardinaux. Il prend le nom d'Alexandre VI. Les cardinaux della Rovere et Orsini commencent à comploter contre lui en l'accusant de simonie. Orsini offre un dîner au pape et aux cardinaux. Le fils d'Alexandre, Cesare, surprend dans la cuisine un serviteur d'Orsini, Micheletto, en train de verser du poison dans la coupe des Borgias. Il le paie pour qu'il travaille pour sa famille, et c'est Orsini qui est empoisonné à la place du pape. |    |                                           |                         |             |                      |                     |
| 02 | 02 | L'Assassin The Assassin                   | Neil Jordan             | Neil Jordan | 3 avril 2011         | 3 janvier 2012      |
| Cesare envoie Micheletto espionner le cardinal della Rovere qui espère faire déposer Alexandre en l'accusant de luxure. Or, Alexandre VI vient de faire la connaissance d'une jeune noble italienne, Giulia Farnese, et en a fait sa maîtresse. Sur les conseils d'un expert, Johannes Burchard, le pape fait élire le nombre de cardinaux à un nombre suffisant pour que son trône ne soit pas mis en péril. Della Rovere a trouvé une servante capable de témoigner contre le pape et Giulia. Micheletto la tue chez della Rovere afin de faire passer celui-ci pour un cardinal qui pratique la luxure et qui vient de tuer sa maîtresse. |    |                                           |                         |             |                      |                     |
| 03 | 03 | Djem The Moor                             | Simon Cellan Jones (en) | Neil Jordan | 10 avril 2011        | 10 janvier 2012     |
| Le cardinal della Rovere trouve refuge auprès du roi de Naples, Ferrante, et de son fils Alfonso, et leur demande une alliance pour lutter pour la déposition des Borgia. Il en est chassé après une tentative d'assassinat par Micheletto. À Rome, le pape Alexandre donne l'hospitalité au prince Djem, fils de l'empereur ottoman. Le frère de Djem, cependant, lui a promis 400 000 ducats pour sa mort. Le pape Alexandre a besoin de cet argent pour la dot de sa fille Lucrezia qui va bientôt se marier. De plus, il a surpris une idylle naissante entre sa fille et le prince, ce qui ne lui plaît guère. Il fait donc assassiner le prince par son fils Juan. Lucrezia, inquiète à propos de son mariage, qui l'effraie, confie à son frère Cesare qu'elle n'aimera jamais un époux autant que lui, son frère. |    |                                           |                         |             |                      |                     |
| 04 | 04 | Le Mariage de Lucrezia Lucrezia's Wedding | Simon Cellan Jones      | Neil Jordan | 17 avril 2011        | 10 janvier 2012     |
| Le pape Alexandre décide de marier sa fille à Giovanni Sforza, afin de contrer les entreprises du cardinal della Rovere qui tente de monter les princes italiens contre les Borgia. Celui-ci est alors à Florence où il rencontre Machiavel et Savonarole. Savonarole l'encourage à se rendre en France afin de promettre Naples au roi de ce pays contre la déposition d'Alexandre VI. La mère de Lucrezia n'est pas invitée au mariage, à sa grande tristesse (en effet, le Pape Alexandre lui a interdit de venir car elle est une ancienne courtisane, et que la famille Sforza à laquelle ils s'unissent la voit d'un mauvais œil) mais Cesare Borgia l'emmène à la réception qui suit, pour faire plaisir à Lucrezia. Lors de la nuit de noces, Lucrezia est violée par son mari.                                   |    |                                           |                         |             |                      |                     |
| 05 | 05 | Le Désenchantement The Borgias in Love    | John Maybury            | Neil Jordan | 24 avril 2011        | 17 janvier 2012     |
| Lucrezia est malheureuse à la suite de son mariage avec le brutal Giovanni Sforza. Elle jette son dévolu sur son palefrenier, Paolo, qui sabote la selle du cheval de son maître. Celui-ci se casse une jambe lors d'une chasse. Le cardinal della Rovere est à Milan où il incite le duc Ludovico Sforza à laisser pénétrer les troupes françaises sur ses terres si elles envahissent l'Italie. Cesare est à Florence où il négocie avec Machiavel, lui proposant de refuser les Français pénétrer sur ses terres contre l'excommunication de Savonarole. Revenu à Rome, il assassine l'époux de sa maîtresse Ursula Bonadeo, qu'il a rencontrée durant le mariage de Lucrezia. |    |                                           |                         |             |                      |                     |
| 06 | 06 | Le Roi français The French King           | John Maybury            | Neil Jordan | 1er mai 2011         | 17 janvier 2012     |
| Lucrezia devient l'amante de Paolo, le palefrenier de son mari. Lorsqu'Ursula Bonadeo apprend que Cesare a assassiné son mari, elle décide de prendre le voile. Le pape Alexandre marie son plus jeune fils Gioffre à Sancha, la fille bâtarde du roi de Naples, afin de renforcer leur alliance. Sancha s'offre cependant le plaisir de coucher avec Juan, le frère de Gioffre. Le cardinal della Rovere persuade le roi de France, Charles VIII, d'envahir l'Italie. |    |                                           |                         |             |                      |                     |
| 07 | 07 | L'Excommunication Death, on a Pale Horse  | Jeremy Podeswa          | Neil Jordan | 8 mai 2011           | 24 janvier 2012     |
| Charles VIII entre en Italie avec son armée, saccage Lucques, dépasse Milan et oblige Florence à se rendre à un prix exorbitant. À Naples, Alfonso succède à son père Ferrante, décédé. À Rome, Alexandre VI, paniqué, songe à excommunier le cardinal della Rovere puis envoie Giulia Farnese, sa maîtresse, à Pesaro pour s'assurer de l'alliance de son gendre Giovanni Sforza. Celui-ci déclare qu'il se joindra aux troupes françaises. Giulia s'aperçoit que Lucrezia est enceinte mais pas de son mari. |    |                                           |                         |             |                      |                     |
| 08 | 08 | Ce que femme veut… The Art of War         | Jeremy Podeswa          | Neil Jordan | 15 mai 2011          | 24 janvier 2012     |
| Giulia et Lucrezia s'enfuient de Pesaro mais sont capturées par les troupes françaises. Giovanni Sforza fouette Paolo qui a aidé à leur évasion. L'armée romaine, commandée par Juan Borgia, doit faire retraite devant les Français. Lucrezia négocie avec Charles VIII son entrée dans Rome et sa rencontre avec Alexandre VI. Les cardinaux fuient Rome et le pape reste seul dans la ville pour affronter les troupes ennemies. |    |                                           |                         |             |                      |                     |
| 09 | 09 | La Double Couronne Nessuno (Nobody        | Jeremy Podeswa          | Neil Jordan | 22 mai 2011          | 24 janvier 2012     |
| Charles VIII entre dans Rome et rencontre Alexandre VI qui consent à le couronner roi de Naples. Cesare et Micheletto kidnappent Giovanni Sforza et l'emmènent de force à Rome où le pape et le Sacré Collège l'obligent à divorcer en l'accusant d'impuissance. Sforza doit l'avouer contre son gré. Charles VIII entre dans Naples dévastée par la peste. Lucrezia donne naissance à un fils, ce qui réunit sa famille dans un beau tableau final. |    |                                           |                         |             |                      |                     |

### Deuxième saison (2012)
| N° | #  | Titre                                    | Réalisation   | Scénario     | Diffusion américaine |
| --- | -- | ---------------------------------------- | ------------- | ------------ | -------------------- |
| 10 | 01 | Le Mal Napolitain The Borgia Bull        | Neil Jordan   | Neil Jordan  | 8 avril 2012         |
| Le cardinal della Rovere tombe malade après qu'il a été empoisonné à l'arsenic. Charles VIII est dans Naples, complètement ravagé par la peste. Il tombe malade lui-aussi. Il comprend que le pape l'a joué. Furieux, il se débarrasse du jeune Alfonso de Naples en le torturant à mort. À Rome, le pape organise une Fête du taureau, dont les origines remontent à la Rome antique. Lui et Giulia Farnese font la connaissance de Vittoria, une jeune fille qui se déguise en garçon pouvoir être apprenti sculpteur chez Bramante. La rivalité entre Cesare et Juan Borgia s'accroît. |    |                                          |               |              |                      |
| 11 | 02 | Narcisse Paolo                           | Neil Jordan   | Neil Jordan  | 15 avril 2012        |
| Le cardinal della Rovere revient tant bien que mal à Rome. Le pape partage son lit entre Giulia Farnese et Vittoria. Paolo arrive à Rome à la recherche de Lucrezia et de son fils. Il la rencontre finalement alors qu'elle sort en promenade, au bras de son frère Juan. Lucrezia va se mirer dans la fontaine, et Paolo s'approche pour en faire de même. Lucrezia voit alors le reflet de son amant, mais n'a pas le temps de dire un mot car Juan, violemment, tire Paolo hors de la fontaine et veut le tuer. Lucrezia n'est donc pas libre de revoir le père de son fils et va s'en ouvrir à Cesare, qui organise une rencontre entre sa sœur et le palefrenier, hors du regard malveillant de Juan, qui suspecte tout de même quelque chose, et suit Paolo qui part à l'aube. Alexandre VI charge Giulia Farnese de la responsabilité des fonds pour les pauvres. Juan Borgia assassine Paolo. |    |                                          |               |              |                      |
| 12 | 03 | Fragile Illusion The Beautiful Deception | Jon Amiel     | Neil Jordan  | 22 avril 2012        |
| Paolo s'est officiellement suicidé mais Lucrezia croit sérieusement que son frère Juan a quelque chose à voir avec ce meurtre. Elle reste alitée et ne veut parler à personne, provoquant l'angoisse de son père et de son frère qui craignent pour son bébé qu'elle refuse de nourrir. Juan est fiancé à une princesse espagnole et part pour ce pays. Della Rovere continue à comploter contre le pape. Cette fois, il a les dominicains dans sa mire. Charles VIII, allié aux Sforza, marche sur Rome. Cesare fait construire de faux canons afin de faire croire au roi de France que Rome est en état de se défendre. L'instant est décisif. Charles VIII retire finalement ses troupes. |    |                                          |               |              |                      |
| 13 | 04 | Guerre secrète Stray Dogs                | Jon Amiel     | Neil Jordan  | 29 avril 2012        |
| Pour se venger, certaines troupes françaises s'emparent du couvent Ste-Cécile et y violent et tuent les religieuses dont Ursula Bonadeo, l'ancienne maîtresse de Cesare. Celui-ci décide de se venger et capture des Français pour connaître les dessous de l'affaire. Il apprend ainsi que Giovanni Sforza leur a fait savoir que le couvent était protégé par Cesare. Venise, Milan et Mantoue forment une ligue pour combattre les Français. Cesare fait détruire les réserves de poudre de l'armée française et celle-ci est battue par les Ligueurs. Giulia Farnese et Lucrezia enquêtent sur les fonds papaux destinés aux pauvres et apprennent que les cardinaux en ont détourné un certain montant. |    |                                          |               |              |                      |
| 14 | 05 | L'Ultimatum The Choice                   | Kari Skogland | Neil Jordan  | 6 mai 2012           |
| Le cardinal della Rovere obtient l'aval de Savonarole pour assassiner le pape. Le pape rencontre Pierre de Médicis à Florence. Il se demande comment se débarrasser de Savonarole. Cesare se rend à Forli négocier avec Caterina Sforza son allégeance au pape. Celle-ci couche avec lui mais refuse de se soumettre au Vatican. Cesare tue Giovanni Sforza qui a insulté une fois de plus les Borgia. Il avait de plus promis à sa sœur Lucrezia, violentée par son ancien mari, de la venger et de lui ramener le cœur de Giovanni Sforza sur un plateau d'argent. Il doit s'enfuir précipitamment. La basilique St-Pierre est en partie détruite par la foudre. C'est une vision d'apocalypse. Il y a de nombreux morts, dont un jeune enfant de chœur qu'Alexandre avait tenté de protéger. |    |                                          |               |              |                      |
| 15 | 06 | Tu es poussière Day of Ashes             | John Maybury  | David Leland | 13 mai 2012          |
| Cesare confesse à son père qu'il a assassiné Giovanni Sforza et couché avec Caterina. Le cardinal della Rovere trouve un frère dominicain, Antonello, pour empoisonner le pape. Alexandre VI désire de nouveau marier Lucrezia afin de se forger une nouvelle alliance. Lucrezia n'est pas d'accord avec le projet. Savonarole est menacé d'être excommunié s'il continue à monter le peuple contre le pape. Cesare et ses mercenaires volent l'argent des Médicis pour le donner à son père mais celui-ci refuse de le nommer capitaine de son armée. |    |                                          |               |              |                      |
| 16 | 07 | Le Siège de Forli The Siege at Forli     | Kari Skogland | David Leland | 20 mai 2012          |
| Cesare est à Florence où il enquête sur les agissements de Savonarole qui a embauché de jeunes enfants qui s'emparent des objets d'art des Florentins pour les brûler. Juan revient d'Espagne avec Hernando, un conquistador qui a ramené des cadeaux d'Amérique pour le pape (dont les premiers cigares !). Juan assiège Forli pour le compte du pape mais Caterina Sforza refuse de se rendre. Juan fait prisonnier son fils Benito qu'il fait torturer devant elle. Ludovico Sforza vient au secours de sa cousine et met en déroute l'armée papale. Juan, blessé, revient à Rome. |    |                                          |               |              |                      |
| 17 | 08 | Vérité et Mensonges Truth and Lies       | John Maybury  | David Leland | 3 juin 2012          |
| Juan cache une partie de la vérité à son père sur ce qui s'est passé à Forli. La gangrène se met dans sa jambe blessée. Benito Sforza, sauvé par Hernando, raconte au pape ce qui s'est passé à Forli par l'entremise de Cesare qui a organisé l'entrevue. Celui-ci le ramène chez lui, à Forli. Lucrezia accepte d'épouser Calvino Palavacini de Gênes, tout en ayant des vues sur son frère Rafaello. Le moine Antonello, que le cardinal della Rovere a fait habituer au goûter de l'arsenic, assassine le goûteur du pape. |    |                                          |               |              |                      |
| 18 | 09 | Juge et Juré World of Wonders            | David Leland  | David Leland | 10 juin 2012         |
| Calvino rompt ses fiançailles avec Lucrezia parce qu'elle a fait l'amour avec son frère Rafaello. Antonello devient goûteur du pape. Cesare réussit à déconsidérer Savonarole aux yeux de la population florentine. Celui-ci est arrêté et ramené à Rome. Le fils de Lucrezia est finalement baptisé, et Cesare est son parrain. Juan, qui consomme à présent de l'opium, devient incontrôlable pour sa famille. Il s'en prend au petit garçon de Lucrezia qu'il considère comme illégitime, il se sent humilié en permanence, et est brutal et violent. Lucrezia confie à Cesare qu'elle aimerait voir Juan mort. Le pape, de son côté, prend Cesare à part, et lui demande d'aider son frère à sortir de « sa nuit de ténèbres ». Cesare comprend qu'il lui faudra choisir, et comprend aussi qu'il doit, lui, commettre un acte que personne n'oserait accomplir. La nuit venue, il retrouve Juan sur le pont du Tibre. Celui-ci semble lucide et parle à son frère avec affection. Ils se tiennent embrassés et Cesare blesse Juan d'un coup de dague au ventre. Après lui avoir dit : « Nous sommes des Borgia, nous ne pardonnons jamais », il l'achève, et, avec l'aide de Micheletto, fait basculer son corps dans le Tibre. |    |                                          |               |              |                      |
| 19 | 10 | La Confession The Confession             | David Leland  | Guy Burt     | 17 juin 2012         |
| Lucrezia est fiancée à Alfonso d'Aragon, à qui elle a d'abord fait croire qu'elle n'était qu'une suivante. Savonarole est torturé dans les geôles du Vatican afin d'obtenir de lui une confession de son hérésie. Le corps de Juan est finalement retrouvé et le pape jure de ne pas l'enterrer avant de connaître le nom de son meurtrier. À la suite d'une fausse confession, Savonarole est brûlé vif. Cesare confesse à son père qu'il est l'assassin de Juan. À sa demande, il est démis de ses fonctions de cardinal. Au cours de la soirée des fiançailles de Lucrezia, le papa, qui n'a aucunement le cœur à la fête, et qui comprend qu'il est le seul à pleurer Juan, enterre celui-ci, seul, sanglotant, dans les jardins du Vatican. Pendant ce temps là, Lucrezia et Cesare dansent. Leur mère Vannozza les regarde évoluer avec suspicion et Alfonso d'Aragon, le fiancé, semble trouver qu'ils sont bien proches pour un frère et une sœur. Le pape, crotté de boue, fait alors son apparition dans la salle. Cesare l'entraîne à l'écart. Les deux hommes, isolés, ont une conversation où le pape explique à son fils qu'il pardonne son geste. Antonello, l'assassin envoyé par della Rovere, sert du vin au pape. Celui-ci boit et s'apprête à dire une chose importante à Cesare. Il est soudain pris de violentes convulsions, tombe de sa chaise. Antonello, à son tour, a les yeux qui se remplissent de sang, et tombe au sol, foudroyé. Cesare hurle et appelle à l'aide. |    |                                          |               |              |                      |

### Troisième saison (2013)
| N° | #  | Titre                                          | Réalisation   | Scénario    | Diffusion américaine |
| --- | -- | ---------------------------------------------- | ------------- | ----------- | -------------------- |
| 20 | 01 | Le Visage de la mort The Face of Death         | Kari Skogland | Guy Burt    | 14 avril 2013        |
| Grâce à une mixture préparée par Lucrezia, le pape parvient à guérir de son empoisonnement, mais il est très atteint et comprend qu'ils sont en guerre. Les cardinaux complotent pour savoir lequel d'entre eux sera élu le prochain pape. Le cardinal della Rovere est emprisonné mais il est libéré peu après par le cardinal Orsini. Caterina Sforza engage des tueurs pour assassiner toute la famille Borgia. Le cardinal Sforza les dénonce. Lucrezia, sa mère et son fils sont sauvés par Micheletto et Cesare, qui a réussi à arriver avant qu'il ne soit trop tard. Alexandre VI promet de se venger. |    |                                                |               |             |                      |
| 21 | 02 | L'Épuration The Purge                          | Kari Skogland | Neil Jordan | 21 avril 2013        |
| Alfonso d'Aragon refuse de faire l'amour avec Lucrezia avant le mariage, car il a fait vœu de chasteté à Ste-Agnès, et il est vierge. Il n'est pas certain que sa famille accepte le bébé illégitime de sa fiancée. Lucrezia demande à Cesare de convaincre le roi de Naples de laisser son fils venir avec elle. Le frère et la sœur s'embrassent alors brièvement pour la première fois. Après cela, Cesare va voir Lucrezia dans sa chambre. Celle-ci est allongée nue dans son lit, sur sa robe de mariée, qu'elle fait admirer à son frère. Elle lui explique que son fiancé ne veut pas coucher avec elle. Cesare est mal à l'aise. Finalement, il s'approche de Lucrezia et s'apprête à l'embrasser lorsqu'une servante arrive. Il s'éloigne promptement. Aidé du cardinal Sforza, le pape accuse la majorité des cardinaux d'avoir comploté pour l'assassiner. Ils sont tous démis de leurs fonctions. Caterina Sforza rallie tous les membres des grandes familles italiennes opposés aux Borgia. Le cardinal Orsini tente de poignarder le pape, qui réussit à prendre le dessus et tue le cardinal. |    |                                                |               |             |                      |
| 22 | 03 | Frères et sœurs Siblings                       | Jon Amiel     | Guy Burt    | 28 avril 2013        |
| Le cardinal Versucci met le feu aux archives des fonds papaux avant d'être renvoyé. Cesare se rend à Naples y négocier le mariage de sa sœur, accompagné d'Alfonso. Il doit aussi convaincre le roi d'accepter le bébé de sa sœur. Malgré son plaidoyer, le roi refuse et Cesare rentre bredouille. Alfonso n'a rien dit, ce qui met Cesare hors de lui. Lucrezia se demande, au retour de son fiancé et de son frère, « s'il est si difficile de l'aimer ». Cesare, seul avec elle, proteste avec véhémence et promet de la rendre heureuse. Le pape rencontre l'ambassadeur du nouveau roi de France, qui désire divorcer. Ferdinand II de Naples invite Caterina Sforza au mariage de Lucrezia. Alors qu'elle est seule dans une pièce, en train de placer, sur un panneau de bois, les différentes places des invités, Lucrezia rencontre Cesare, qui va partir en France, l'ennemi mortel de Naples, juste avec le mariage de sa sœur. Celle-ci a des doutes quant à la loyauté de son frère. Cesare répond que les royaumes et les dynasties n'ont aucune importance pour lui, pourvu que Lucrezia soit heureuse. Ils finissent par s'embrasser violemment comme s'ils ne pouvaient plus contenir leur amour. Cesare s'arrache le premier et préfère fuir. Au cours du mariage de Lucrezia, Cesare refuse de danser avec sa sœur, par peur sans doute de retomber dans cet émoi qu'ils doivent fuit. La nuit de noces de Lucrezia est un échec. Délaissée par son époux, elle finit par se diriger vers la chambre de son frère Cesare, ôte sa robe et sa chemise et lui propose d'être son époux pour cette nuit. Ils font l'amour. Caterina Sforza promet les terres des Borgia à ses nouveaux alliés. |    |                                                |               |             |                      |
| 23 | 04 | Le banquet de Châtaignes The Ball of Chestnuts | Jon Amiel     | Guy Burt    | 5 mai 2013           |
| Alessandro Farnese, le frère de Giulia, est nommé cardinal. Le pape s'aperçoit que le cardinal Versucci a vidé le trésor papal. Ferdinand de Naples doute que le mariage de Lucrezia ait été consommé. Il exige une copulation du couple devant témoins : lui-même, lubrique devant les jeunes gens forcés de consommer leur union, et Cesare, choisi par sa sœur, pour qui l'acte est une torture. Elle parvient finalement à oublier où elle est et ce qu'elle fait en regardant pendant toute la durée de l'acte son frère. Alexandre VI lance une croisade contre les Turcs. Cesare part en France négocier avec Louis XII. Le duc de Mantoue veut le divorce, accusant le pape d'avoir couché avec sa femme. Giulia organise un banquet des châtaignes où les cardinaux participent à une orgie avec des prostituées, afin d'avoir un moyen de pression sur eux et d'ainsi garantir leur loyauté. |    |                                                |               |             |                      |
| 24 | 05 | Le Loup et l'Agneau The Wolf and the Lamb      | Kari Skogland | Neil Jordan | 12 mai 2013          |
| La duchesse de Mantoue, maîtresse du pape, lui fait croire qu'elle attend un enfant de lui. Il s'aperçoit qu'elle n'a plus toute sa tête et décide de l'enfermer dans un couvent. Elle s'enferme dans les appartements papaux et se suicide. Lucrezia arrive à Naples avec Micheletto qui lui sert de garde du corps. Le roi Ferdinand de Naples ne veut toujours pas accueillir son enfant. Elle projette de se venger en l'assassinant. C'est Micheletto qui fait le travail. En France, les négociations de Cesare avec le roi Louis XII sont un succès. Celui-ci obtient son divorce et la promesse de recevoir le duché de Milan. En retour, Cesare peut épouser Charlotte d'Albret et reçoit cadeau de l'armée française. |    |                                                |               |             |                      |
| 25 | 06 | Reliques Relics                                | Kari Skogland | Guy Burt    | 19 mai 2013          |
| À Naples, Lucrezia peut enfin recevoir son enfant. À Rome, Alexandre VI s'apprête à fêter le Jubilé de l'année 1500. Les Juifs veulent obtenir le droit de commercer dans Rome. En retour, ils donnent au pape la relique de la lance de Longinus. Certains cardinaux croient à une falsification. Cesare arrive en Italie avec l'armée française et s'allie avec les ex-associés de Caterina Sforza. Il entre dans Milan abandonné par son duc. Caterina Sforza envoie un message de paix au pape. En réalité, le coffret contenant le message renferme également un tissu contenant les germes de la peste. |    |                                                |               |             |                      |
| 26 | 07 | Le Sacrifice de Lucrezia Lucrezia's Gambit     | David Leland  | Neil Jordan | 26 mai 2013          |
| Cesare remet Milan entre les mains de Louis XII. À la demande du roi de France, il exécute Benito et Ludovico Sforza. Le pape n'est pas d'accord que son fils prenne de telles initiatives. Micheletto prend comme amant un ancien serviteur de Léonard de Vinci. Lucrezia prend position dans la course à la succession de Ferdinand de Naples. Le cousin de son époux, Fredirigo, devient le nouveau roi, grâce à son appui. |    |                                                |               |             |                      |
| 27 | 08 | Larmes de sang Tears of Blood                  | David Leland  | Neil Jordan | 2 juin 2013          |
| Micheletto s'aperçoit que son amant est un espion au service de Caterina Sforza. Les messages qu'il subtilise démontrent que le nouveau roi de Naples, Fredirigo, est allié avec Caterina Sforza. Celle-ci empêche les pèlerins de se rendre à Rome y célébrer le Jubilé de 1500. Elle leur exhibe un faux suaire duquel sort des larmes de sang. Venu enquêter, Cesare échappe de peu à un attentat. Le pape signe un pacte avec la minorité juive de Rome qui lui promet de couler la flotte turque contre un abaissement de leur dîme. Lucrezia est prisonnière dans Naples. |    |                                                |               |             |                      |
| 28 | 09 | La Conspiration des Poudres The Gunpowder Plot | Neil Jordan   | Neil Jordan | 9 juin 2013          |
| Micheletto tue son amant puis disparait. Lucrezia et son mari parviennent à s'évader de Naples grâce à la potion que la sorcière de la forêt a donné à Lucrezia pour endormir toute la Cour. Pendant leur fuite, ils rencontrent Cesare, qui se précipite vers sa sœur, l'étreint avec force, et l'embrasse fougueusement à plusieurs reprises sous le regard effaré d'Alfonso, humilié. Cesare les remet sous la protection d'Orsini. Le pape fait acheter par les Juifs la production de soufre de l'Italie. Ainsi, il aura le contrôle sur la poudre à canon donc sur l'issue des guerres en Italie. Cesare croit d'abord que c'est Caterina Sforza qui a tout manigancé mais il s'aperçoit que c'est son père qui en est responsable. Cesare et Alexandre se réconcilient grâce au conseiller juif du Pape. |    |                                                |               |             |                      |
| 29 | 10 | Le Prince The Prince                           | Neil Jordan   | Neil Jordan | 16 juin 2013         |
| Cesare s'aperçoit que son père a de grandes ambitions concernant sa famille et l'avenir de la papauté. Il assiège Forli avec les armées française et papale. Cesare a promis Naples au roi de France en retour de son aide. Forli est prise, Caterina Sforza est capturée vivante et exhibée à Rome dans une cage dorée. À Rome, Cesare visite Lucrezia, qui est malheureuse car son mari, humilié, s'est mis à boire plus que de raison, ne rêvant que de tuer Cesare. Lucrezia explique à son frère qu'elle ne supporte plus la vie et que la seule personne qui la maintient, c'est lui. Elle a l'impression que Dieu est avec eux dans la pièce lorsqu'ils sont ensemble. Au cours d'une visite de Cesare, Alfonso furieux provoque celui-ci en duel, l'accusant d'avoir tué son frère, de vouloir le tuer de la même façon, et d'être amoureux de sa sœur. Cesare, qui a essayé de ne pas blesser Alfonso, même s'il déteste celui-ci pour sa mollesse, prend la mouche et le transperce d'un coup d'épée. Lucrezia arrive alors. Cesare tente de se justifier, mais Lucrezia, paniquée, lui ordonne d'appeler un médecin. Alfonso est condamné, et demande à Lucrezia d'abréger son agonie. Celle-ci se désole maintenant d'être une Borgia, et ne peut s'y résoudre. Au cours de la dernière scène de la série, Cesare pénètre dans la pièce où Lucrezia, ensanglantée, gît à côté de son époux. Cesare l'appelle. Elle ne répond pas, et Cesare se précipite sur elle, la croyant morte. Il soupire de soulagement lorsqu'il sent son souffle. Lucrezia murmure : « Je ne me laverai jamais de ce sang ». On peut supposer que c'est le sang de son époux dont elle parle, mais peut-être aussi du sien lorsque son premier mari l'avait brutalement déflorée. Cesare saisit alors un mouchoir, l'humecte, et commence à caresser le visage de sa sœur avec, en lui disant : « Tu seras nue, pure, et tu retrouveras ta candeur. Et tu seras mienne… ». (« You will be naked, clean, and bloodless again. And mine… »). La série s'achève alors que Lucrezia l'attire à elle et qu'ils restent enlacés. |    |                                                |               |             |                      |